# Jinraku-ji
Le Jinraku-ji (秦楽寺) est un temple bouddhiste situé dans la ville de Tawaramoto, dans la préfecture de Nara, au Japon. Il est commandé par le prince Shōtoku au Ve siècle et construit par Hata Kawakatsu.
Le grand bâtiment contient un Bodhisattva tandis qu'à l'extérieur se trouvent aussi un sanctuaire shinto avec un torii et un étang en forme de caractère chinois.